# Scandalo italiano del calcioscommesse del 1986
Lo scandalo italiano del calcioscommesse del 1986, noto anche come Totonero-bis, fu un'inchiesta del 1986 relativa ad un giro di scommesse illegali relative ad alcune partite di calcio nei campionati professionistici.
L'inchiesta, che seguì una vicenda analoga scoppiata nel 1980, nacque da alcune intercettazioni telefoniche e venne condotta dal Procuratore di Torino Giuseppe Marabotto.

## Avvenimenti
Il 2 maggio 1986 si costituiva e veniva arrestato Armando Carbone, braccio destro di Italo Allodi (a quell'epoca dirigente del Napoli), che confessò l'esistenza di un giro di scommesse riguardanti alcune partite di calcio nei campionati professionistici, dalla Serie A fino alla Serie C2, dal 1984 al 1986. Dario Maraschin, all'epoca presidente del Lanerossi Vicenza, confessò di aver versato 120 milioni di lire per vincere la partita contro l'Asti e lo spareggio contro il Piacenza nel Campionato di Serie C1 1984-1985, ma affermò di non aver truccato alcun incontro della Serie B 1985-1986.
In realtà vennero raccolte alcune intercettazioni telefoniche che dimostrarono il contrario, soprattutto negli incontri contro Monza e Perugia. Successivamente anche il presidente del Perugia, Spartaco Ghini, ammise che la sua società, unica tra quelle inquisite a preferire la retrocessione piuttosto che una forte penalizzazione, aveva commesso illeciti sportivi.
Vennero deferite alla procura federale della FIGC, gestita da Corrado De Biase, le seguenti società: Bari (*), Napoli (*), Udinese in Serie A, Brescia (*), Cagliari, Empoli (*), Lazio, Monza (*), Palermo, Perugia, Sambenedettese (*), Triestina, Lanerossi Vicenza in Serie B, Cavese, Foggia, Reggiana (*), Carrarese (*), Salernitana (*) in Serie C1 e Pro Vercelli (*) in Serie C2. Alcune di loro vennero prosciolte dall'inchiesta (società indicate con l'asterisco), mentre le altre subirono diverse penalizzazioni.

## Sentenza di primo grado
La Commissione Disciplinare della Lega Nazionale Professionisti e della Lega Calcio di Serie C resero pubbliche le sentenze di primo grado rispettivamente il 5 e il 9 agosto 1986 con i seguenti giudizi, con decorrenza dal 9 agosto per la Serie A e B, e dall'11 agosto per la Serie C1 e C2;

### Serie A
Società
- Udinese: retrocessione in Serie B.

Tesserati società
- Tito Corsi (general manager Udinese): 5 anni con proposta di radiazione.
- Lamberto Mazza (presidente Udinese): 5 anni con proposta di radiazione.
- Franco Janich (direttore sportivo Bari): 1 anno.
- Italo Allodi (direttore sportivo Napoli): assolto.

### Serie B
Società
- Perugia: esclusione dal Campionato di Serie C1 e retrocessione in Serie C2 con 5 punti di penalizzazione.
- Lazio: retrocessione in Serie C1.
- L.R. Vicenza: non ammesso al Campionato di Serie A.
- Cagliari: 5 punti di penalizzazione nel Campionato 1986-1987.
- Palermo: 5 punti di penalizzazione nel Campionato 1986-1987.
- Triestina: 1 punto di penalizzazione nel Campionato 1985-1986, 4 punti di penalizzazione nel Campionato 1986-1987.

Tesserati società
- Spartaco Ghini (presidente Perugia): 5 anni con proposta di radiazione.
- Dario Maraschin (presidente Lanerossi Vicenza): 5 anni con proposta di radiazione.
- Renzo Ulivieri (allenatore Cagliari): 3 anni.
- Giancarlo Salvi (dirigente Lanerossi Vicenza): 3 anni.
- Aldo Agroppi (allenatore Udinese): 4 mesi.
- Salvatore Matta (presidente Palermo): 4 mesi.
- Onofrio Schillaci (dirigente Palermo): 4 mesi.
- Gastone Rizzato (direttore sportivo Lanerossi Vicenza): 4 mesi.
- Costantino Rozzi (presidente Ascoli): 4 mesi.
- Giorgio Vitali (dirigente Monza): 4 mesi.
- Carlo Bura (ex tesserato Perugia): assolto.
- Giampaolo Piaceri (ex allenatore Perugia): assolto.
- Luigi Piedimonte (dirigente Triestina): assolto.

Calciatori
- Franco Cerilli (Lanerossi Vicenza): 5 anni con proposta di radiazione.
- Giovanni Lorini (Monza): 5 anni con proposta di radiazione.
- Maurizio Rossi (Pescara): 5 anni con proposta di radiazione.
- Claudio Vinazzani (Lazio): 5 anni con proposta di radiazione.
- Giuseppe Guerini (Palermo): 3 anni e 1 mese.
- Maurizio Braghin (Triestina): 3 anni.
- Valerio Majo (Palermo): 3 anni.
- Sauro Massi (Perugia): 3 anni.
- Maurizio Ronco (Palermo): 3 anni.
- Giacomo Chinellato (Cagliari): 2 anni.
- Onofrio Barone (Palermo): 5 mesi.
- Antonio Bogoni (Cesena): 4 mesi.
- Luigi Cagni (Sambenedettese): 4 mesi.
- Angiolino Gasparini (Monza): 4 mesi.
- Tullio Gritti (Brescia): 4 mesi.
- Tiziano Manfrin (Sambenedettese): 4 mesi.
- Silvano Benedetti (Palermo): 1 mese.
- Tebaldo Bigliardi (Palermo): 1 mese.
- Massimo Bursi (Palermo): 1 mese.
- Gianni De Biasi (Palermo): 1 mese.
- Oliviero Di Stefano (Palermo): 1 mese.
- Franco Falcetta (Palermo): 1 mese.
- Andrea Pallanch (Palermo): 1 mese.
- Claudio Pellegrini (Palermo): 1 mese.
- Mario Piga (Palermo): 1 mese.
- Michele Pintauro (Palermo): 1 mese.
- Orazio Sorbello (Palermo): 1 mese.

### Serie C1
Società
- Cavese: retrocessione in Serie C2 con 5 punti di penalizzazione.
- Foggia: retrocessione in Serie C2.

Tesserati Società
- Guerino Amato (presidente Cavese): 5 anni con proposta di radiazione.
- Ernesto Bronzetti (general manager Foggia): 5 anni con proposta di radiazione.
- Guido Magherini (dirigente R.M. Firenze): 5 anni con proposta di radiazione.
- Gian Filippo Reali (dirigente Sarnico): 3 anni e 3 mesi.

Calciatori
- Franco Caccia (Messina): 5 anni.
- Mauro Melotti (SPAL): 3 anni.
- Giovanni Vavassori (Campania): 3 anni.
- Alfio Filosofi (Virescit Boccaleone): 1 anno.
- Stefano Donetti (Martina): 3 mesi.
- Marco Romiti (Barletta): 1 mese.

### Serie C2
Tesserati Società
- Antonio Pigino (tesserato Pro Vercelli): 3 anni.

Calciatori
- Giovanni Bidese (Pro Vercelli): 3 anni.
- Mario Guidetti (Pro Vercelli): 4 mesi.

## Sentenza d'appello
Nel processo d'appello la CAF rese pubblica la sentenza inappellabile il 26 agosto 1986.

### Serie A
Società
- Udinese: 9 punti di penalizzazione nel Campionato 1986-1987.

Tesserati società
- Tito Corsi (general manager Udinese): 5 anni con proposta di radiazione.
- Franco Janich (direttore sportivo Bari): 6 mesi.
- Italo Allodi (direttore sportivo Napoli): assolto.
- Lamberto Mazza (presidente Udinese): assolto.

### Serie B
Società
- Perugia: esclusione dal Campionato di Serie C1 e retrocessione in Serie C2 con 2 punti di penalizzazione.
- L.R. Vicenza: non ammesso al Campionato di Serie A.
- Lazio: 9 punti di penalizzazione nel Campionato 1986-1987.
- Cagliari: 5 punti di penalizzazione nel Campionato 1986-1987.
- Palermo: 5 punti di penalizzazione nel Campionato 1986-1987.
- Triestina: 1 punto di penalizzazione nel Campionato 1985-1986, 4 punti di penalizzazione nel Campionato 1986-1987.

Successivamente il Palermo venne escluso dal Campionato per problemi finanziari. Nella stagione 1986-1987 non partecipò a nessun campionato professionistico o dilettantistico (disputando comunque la Coppa Italia), mentre nel 1987-1988 disputò il torneo di Serie C2 con una nuova società.
Tesserati società
- Spartaco Ghini (presidente Perugia): 5 anni.
- Dario Maraschin (presidente Lanerossi Vicenza): 3 anni.
- Giancarlo Salvi (dirigente Lanerossi Vicenza): 3 anni.
- Renzo Ulivieri (allenatore Cagliari): 3 anni.
- Aldo Agroppi (allenatore Perugia): 4 mesi
- Salvatore Matta (presidente Palermo): 4 mesi.
- Gastone Rizzato (direttore Sportivo Lanerossi Vicenza): 4 mesi.
- Costantino Rozzi (presidente Ascoli): 4 mesi.
- Onofrio Schillaci (dirigente Palermo): 4 mesi.
- Giorgio Vitali (dirigente Monza): 4 mesi.
- Carlo Bura (ex tesserato Perugia): assolto.
- Giampaolo Piaceri (ex allenatore Perugia): assolto.
- Luigi Piedimonte (dirigente Triestina): assolto.

Calciatori
- Franco Cerilli (Lanerossi Vicenza): 5 anni con proposta di radiazione.
- Giovanni Lorini (Monza): 5 anni con proposta di radiazione.
- Maurizio Rossi (Pescara): 5 anni con proposta di radiazione.
- Claudio Vinazzani (Lazio): 5 anni con proposta di radiazione.
- Giuseppe Guerini (Palermo): 3 anni e 1 mese.
- Maurizio Braghin (Triestina): 3 anni.
- Marco Cecilli (Palermo): 3 anni.
- Valerio Majo (Palermo): 3 anni.
- Sauro Massi (Perugia): 3 anni.
- Maurizio Ronco (Palermo): 3 anni.
- Giacomo Chinellato (Cagliari): 2 anni.
- Onofrio Barone (Palermo): 5 mesi.
- Antonio Bogoni (Cesena): 4 mesi.
- Luigi Cagni (Sambenedettese): 4 mesi.
- Tullio Gritti (Brescia): 4 mesi.
- Angiolino Gasparini (Monza): 4 mesi.
- Tiziano Manfrin (Sambenedettese): 4 mesi.
- Silvano Benedetti (Palermo): 1 mese.
- Tebaldo Bigliardi (Palermo): 1 mese.
- Massimo Bursi (Palermo): 1 mese.
- Gianni De Biasi (Palermo): 1 mese.
- Oliviero Di Stefano (Palermo): 1 mese.
- Franco Falcetta (Palermo): 1 mese.
- Andrea Pallanch (Palermo): 1 mese.
- Claudio Pellegrini (Palermo): 1 mese.
- Mario Piga (Palermo): 1 mese.
- Michele Pintauro (Palermo): 1 mese.
- Orazio Sorbello (Palermo): 1 mese.

### Serie C1
Società
- Cavese: retrocessione in Serie C2 con 5 punti di penalizzazione.
- Foggia: 5 punti di penalizzazione nel Campionato 1986-1987.

Tesserati società
- Guerino Amato (presidente Cavese): 5 anni con proposta di radiazione.
- Guido Magherini (dirigente R.M. Firenze): 5 anni con proposta di radiazione.
- Gian Filippo Reali (dirigente Sarnico): 3 anni e 9 mesi.
- Ernesto Bronzetti (general manager Foggia): 3 anni.

Calciatori
- Franco Caccia (Messina): 5 anni.
- Giovanni Vavassori (Campania): 3 anni e 4 mesi.
- Mauro Melotti (SPAL): 1 anno e 6 mesi.
- Alfio Filosofi (Virescit Boccaleone): 6 mesi.
- Stefano Donetti (Martina): 3 mesi.
- Mario Romiti (Barletta): 1 mese.

### Serie C2
Tesserati società
- Antonio Pigino (tesserato Pro Vercelli): 3 anni.

Calciatori
- Giovanni Bidese (Pro Vercelli): 3 anni e 3 mesi.
- Mario Guidetti (Pro Vercelli): 4 mesi.

## Stagione 1986-1987
In seguito alle sentenze, il quadro iniziale dei campionati di Serie A, B, C1 e C2 nella stagione 1986-1987 si presentava così:

### Serie A
| Squadra    | Note                         |
| ---------- | ---------------------------- |
| Ascoli     |                              |
| Atalanta   |                              |
| Avellino   |                              |
| Brescia    |                              |
| Como       |                              |
| Empoli     |                              |
| Fiorentina | Coppa UEFA 1986-1987         |
| Inter      | Coppa UEFA 1986-1987         |
| Juventus   | Coppa dei Campioni 1986-1987 |
| Milan      |                              |
| Napoli     | Coppa UEFA 1986-1987         |
| Roma       | Coppa delle Coppe 1986-1987  |
| Sampdoria  |                              |
| Torino     | Coppa UEFA 1986-1987         |
| Verona     |                              |
| Udinese    | Partita da -9                |

### Serie B
| Squadra        | Note                                     |
| -------------- | ---------------------------------------- |
| Arezzo         |                                          |
| Bari           |                                          |
| Bologna        |                                          |
| Campobasso     |                                          |
| Catania        |                                          |
| Cesena         |                                          |
| Cremonese      |                                          |
| Genoa          |                                          |
| L.R. Vicenza   | Promozione in Serie A revocata           |
| Lecce          |                                          |
| Messina        |                                          |
| Modena         |                                          |
| Parma          |                                          |
| Pescara        | Ripescato dopo il fallimento del Palermo |
| Pisa           |                                          |
| Sambenedettese |                                          |
| Taranto        |                                          |
| Triestina      | Partita da -4                            |
| Cagliari       | Partito da -5                            |
| Lazio          | Partita da -9                            |

### Serie C1

#### Girone A
| Squadra             |
| ------------------- |
| Ancona              |
| Carrarese           |
| Centese             |
| Fano                |
| Legnano             |
| Lucchese            |
| Mantova             |
| Monza               |
| Padova              |
| Piacenza            |
| Prato               |
| Reggiana            |
| Rimini              |
| Rondinella Marzocco |
| SPAL                |
| Spezia              |
| Trento              |
| Virescit Boccaleone |

#### Girone B
| Squadra            | Note                                     |
| ------------------ | ---------------------------------------- |
| Barletta           |                                          |
| Benevento          | Ripescato dopo il fallimento del Palermo |
| Brindisi           |                                          |
| Campania Puteolana |                                          |
| Casertana          |                                          |
| Catanzaro          |                                          |
| Cosenza            |                                          |
| Licata             |                                          |
| Livorno            |                                          |
| Martina            |                                          |
| Monopoli           |                                          |
| Nocerina           |                                          |
| Reggina            |                                          |
| Salernitana        |                                          |
| Siena              |                                          |
| Sorrento           |                                          |
| Teramo             |                                          |
| Foggia             | Partito da -5                            |

### Serie C2

#### Girone A
| Squadra         | Note                                     |
| --------------- | ---------------------------------------- |
| Alessandria     |                                          |
| Asti TSC        |                                          |
| Carbonia        |                                          |
| Casale          |                                          |
| Civitavecchia   |                                          |
| Cuoiopelli      |                                          |
| Derthona        |                                          |
| Entella Bacezza |                                          |
| Massese '82     |                                          |
| Montevarchi     | Ripescato dopo il fallimento del Palermo |
| Novara          |                                          |
| Olbia           |                                          |
| Pistoiese       |                                          |
| Pontedera       |                                          |
| Pro Vercelli    |                                          |
| Sanremese       |                                          |
| Sorso           |                                          |
| Torres          |                                          |

#### Girone B
| Squadra      |
| ------------ |
| Chievo       |
| Giorgione    |
| Mestre       |
| Montebelluna |
| Oltrepò      |
| Orceana      |
| Ospitaletto  |
| Pavia        |
| Pergocrema   |
| Pievigina    |
| Pordenone    |
| Pro Patria   |
| Sassuolo     |
| Suzzara      |
| Treviso      |
| Varese       |
| Venezia      |
| Vogherese    |

#### Girone C
| Squadra             | Note                               |
| ------------------- | ---------------------------------- |
| Angizia Luco        |                                    |
| Bisceglie           |                                    |
| Cesenatico          |                                    |
| Civitanovese        |                                    |
| Fidelis Andria      |                                    |
| Forlì               |                                    |
| Francavilla         |                                    |
| Pro Italia Galatina |                                    |
| Giulianova          |                                    |
| Jesi                |                                    |
| Lanciano            |                                    |
| Maceratese          |                                    |
| Matera              |                                    |
| Ravenna             |                                    |
| Ternana             |                                    |
| Vis Pesaro          |                                    |
| Perugia             | Retrocesso dalla B e partito da -2 |
| Casarano            | Partito da -5                      |

#### Girone D
| Squadra           | Note                                |
| ----------------- | ----------------------------------- |
| Afragolese        |                                     |
| Ercolanese        |                                     |
| Frosinone         |                                     |
| Giarre            |                                     |
| Ischia Isolaverde |                                     |
| Juve Stabia       |                                     |
| Latina            |                                     |
| Lodigiani         |                                     |
| Nissa             |                                     |
| Nola              |                                     |
| Paganese          |                                     |
| Pro Cisterna      |                                     |
| Rende             |                                     |
| Siracusa          |                                     |
| Trapani           |                                     |
| Turris            |                                     |
| Valdiano 85       |                                     |
| Cavese            | Retrocessa dalla C1 e partita da -5 |

## Conseguenze
- Lo scandalo scommesse 1986 avvenne in una fase particolare del calcio italiano; oltre a questa vicenda, in quell'estate l'Italia, Campione del mondo in carica, venne eliminata negli ottavi di finale del mondiale del 1986 dalla Francia. In seguito a questi avvenimenti, il presidente della FIGC Federico Sordillo rassegnò le dimissioni e la Federazione venne commissariata.
- La penalizzazione di nove punti costò molto ad Udinese e Lazio; i friulani retrocessero in Serie B al termine della stagione 1986-1987 mentre i biancocelesti riuscirono a salvarsi dalla Serie C1 dopo aver vinto gli spareggi contro Taranto (salvo) e Campobasso (retrocesso) per l'ultimo posto disponibile; senza la penalizzazione l'Udinese sarebbe rimasta in A a svantaggio dell'Empoli, mentre la Lazio sarebbe arrivata sesta in classifica a pari punti con il Genoa a 2 soli punti dal Pescara che vinse il torneo.
- Il Cagliari retrocesse in Serie C1, ma sarebbe retrocesso anche senza penalizzazione.
- Il Lanerossi Vicenza, che si era visto revocare la promozione in Serie A, retrocesse in Serie C1 al termine di una stagione negativa.
- Per la Triestina i quattro punti in meno non furono determinanti in quella stagione, mentre il punto tolto nel campionato 1985-1986 garantì che i giuliani non godessero alcun beneficio. Successivamente venne penalizzata di cinque punti nella stagione 1987-1988 per aver combinato una partita contro l'Empoli nella stagione 1985-1986, e a causa della nuova penalizzazione venne retrocessa in Serie C1 al termine della stagione seguente.
- Il Perugia, la Cavese e il Foggia non furono influenzati dalle penalizzazioni.